# Eriborus sinicus
Eriborus sinicus är en stekelart som först beskrevs av Holmgren 1868.  Eriborus sinicus ingår i släktet Eriborus och familjen brokparasitsteklar. Inga underarter finns listade i Catalogue of Life.